# Oligaphorura schoetti
Oligaphorura schoetti is een springstaartensoort uit de familie van de Onychiuridae. De wetenschappelijke naam van de soort is voor het eerst geldig gepubliceerd in 1896 door Lie-Pettersen.